# Эдди и круизеры (фильм, 1983)
«Э́дди и круи́зеры» (англ. Eddie and the Cruisers, также в других переводах Эдди и странники), США, 1983 — американский фильм режиссёра Мартина Дэвидсона, снятый по оригинальному сценарию в сотрудничестве с Арлин Дэвидсон.
Фильм основан на новелле П. Ф. Кладжа. Основной теглайн картины: «Бунтарь. Рокер. Любовник. Идол. Пропавший.»

## Сюжет
Кинофильм состоит из двух разных историй: одна рассказывает о реальном времени, и вторая представляет воспоминания. В настоящем времени история говорит о телевизионном репортере по имени Мэгги Фоли (Эллен Баркин), ведущей расследование загадочной смерти музыканта Эдди Уилсона (Майкл Паре) в поисках пропавшего второго альбома группы, который исчез из хранилища студии звукозаписи «Satin Records» на следующий день после предполагаемой смерти Эдди.
История, рассказанная в воспоминаниях, повествует о рок группе 60-х — «Эдди и круизеры». Группа делает себе имя, играя регулярно в Сомерс Пойнт, Нью-Джерси в клубе «У Тони Марта». Именно там они встречают Фрэнка Риджвэйя (Том Беренджер), которого нанимает Эдди быть клавишником и автором текстов группы, прозвав последнего «Вордменом». Менеджер группы Док Роббинс (Джон Пантолиано) и басист Сал Амато (Мэттью Лоранс) скептически относятся к выбору Фрэнка, который не является обученным опытным музыкантом или композитором, но Эдди считает, что Риджвэй имеет решающее значение для развития группы.
С помощью Фрэнка, группа прекращает играть кавер-версии песен и выпускает альбом с оригинальным материалом под названием Tender Years. Пластинка мгновенно становится популярной, особенно песня «On the Dark Side». Участники группы проводят следующий год над записью следующего своего альбома «A Season in Hell», в ходе которого между Эдди и Роббинсом появляются разногласия. В один момент, Амато говорит Эдди, что он не понимает чего ищет, в ответ же Эдди заявляет, что хочет стать великим. Сал отвечает: «Мы не великие. Мы просто обычные парни из Джерси». Эдди становится ясно, что если группа не может стать знаменитой, то нет никаких причин, чтобы когда-либо играть музыку снова.
Второй альбом является кульминацией всех ожиданий и надежд Эдди, оставшись довольным он признает музыку совсем иной, чем прежде. Однако звукозаписывающая компания не принимает материал признав его странным, отказываясь выпускать альбом в тираж. Ранним утром после отказа «Satin Records», автомобиль Эдди разбивается о ограду дамбы. Тело водителя не находят, и Эдди объявляют пропавшим без вести.
Почти 20 лет спустя, «Satin» переиздает первый альбом группы, который становится неожиданным хитом, поднимаясь все выше в чартах, чем это когда-либо было изначально. Продюсеры телевизионного шоу решили сделать документальный фильм о группе, с попыткой пролить свет на втором альбоме, который исчез из архивов лейбла на следующий день после предполагаемой смерти Эдди. Актёр документального фильма, играющий Эдди, вращается вокруг других членов коллектива, особенно общаясь Риджвэйем, расспрашивает о группе. Все музыканты начали новую жизнь, за исключением саксофониста Уэнделла Ньютона, который умер от передозировки наркотиков в 1963 году в возрасте 37 лет. Только Сал Амато остался в музыкальном бизнесе, управляя делами с новыми участниками. Риджуэй работает учителем средней школы, Роббинс стал местным радио диджеем, а барабанщик Кенни Хопкинс работает в казино Атлантик-Сити.

## Производство
Мартин Дэвидсон заявил, что вдохновение для создания фильма пришло из желания «показать все свои чувства по отношению к рок-музыке за последние 30 лет». Он выбрал новеллу П.Ф Кладжа, вложив свои собственные деньги и шёл на большой финансовый риск. Режиссёр написал сценарий вместе с Арлин Дэвидсон, решив использовать «этажную» конструкцию сюжета в стиле Гражданина Кейна. Он вспоминал: «Всё, что было в моей голове, — это поиск». Дэвидсон заключил контракт с кинокомпанией Time-Life, которая только собиралась в бизнес кинопроизводства. Тем не менее, они быстро вышли из бизнеса после создания двух фильмов, которые не были финансово успешными. Дэвидсон был понятно расстроен и несколько дней спустя он вышел к обеду и встретил секретаря, которая работала над его первым фильмом. Мартин Дэвидсон рассказал ей, о сложившейся ситуации, и она дала сценарий «Эдди и круизеров» своим бизнес-партнерам. За сравнительно короткое время, сделка была заключена с компанией Aurora и Дэвидсону дали 6 млн долларов бюджета. Во время своего недолгого существования, Aurora сняла три фильма — «Секрет крыс», «Сердце, как колесо» и фильм Дэвидсона.
Для того чтобы придать достоверное видение фильма, режиссёр пригласил Кенни Вэнса, одного из участников группы «Jay and the Americans». Вэнс показал ему свою записную книжку, клубы где они играли, а также автомобиль, и то как музыканты перевозят свои инструменты. Вэнс также рассказал некоторые истории группы, которые вскоре Дэвидсон включил в сценарий. Том Беренджер признался, что не пытался даже учиться игре на клавишных, однако для создания трейлера он сделал исключение, благодаря несколько часовой практике. В процессе репетиций, Мэттью Лоранс научился играть на бас-гитаре. Лишь Майкл Айтюнс, тенор-саксофонист Джона Кафферти и «Beaver Brown Band», а также Хелен Шнайдер были профессиональными музыкантами. Майкла Паре пригласили на роль, когда он работал шеф-поваром в Нью-Йорке. Он заявил что «таких острых ощущений во время съёмок он никогда не испытывал».

## В ролях
- Том Беренджер — Фрэнк Риджвэй
- Майкл Паре — Эдди Уилсон
- Джо Пантолиано — Док Роббинс
- Мэттью Лоранс — Сал Амато
- Хелен Шнайдер — Джоанн Карлино
- Дэвид Уилсон — Кенни Хопкинс
- Майкл Антюнс — Уэнделл Ньютон
- Баркин Эллен — Мэгги Фоли